# Raphionacme angolensis
Raphionacme angolensis är en oleanderväxtart som beskrevs av N, E. Br.. Raphionacme angolensis ingår i släktet Raphionacme och familjen oleanderväxter. Inga underarter finns listade i Catalogue of Life.